# Spermaliepolder
Spermaliepolder är en polder i Belgien.   Den ligger i provinsen Västflandern och regionen Flandern, i den nordvästra delen av landet, 80 km nordväst om huvudstaden Bryssel.
Trakten runt Spermaliepolder består till största delen av jordbruksmark. Runt Spermaliepolder är det ganska tätbefolkat, med 214 invånare per kvadratkilometer.